# Klouzek žlutavý
Klouzek žlutavý (Suillus flavidus (Fr.: Fr.) J. S. Presl 1846) je chráněná houba z čeledi klouzkovitých. Vyskytuje se vzácně ve vlhkých rašelinných lesích pod borovicemi.

## Vzhled

### Makroskopický
Klobouk 25 až 70 milimetrů široký, obvykle špinavě, olivově či hnědavě žlutý. Málo masitý, u dospělých plodnice někdy s tupým hrbolem na temeni.
Rourky dosahují 3–8 mm délky, póry průměru 2–3 (4) milimetry, oboje jsou nejprve žluté, později olivově žluté až žlutookrové.
Třeň dosahuje 40–100 × 5–15 milimetrů, nejčastěji válcovitý, k bázi někdy pokroucený. V mládí jej s okrajem klobouku spojuje gelatinózní velum, které se později odtrhává a tvoří gelatinózní prsten hnědé barvy.
Dužnina je špinavě nažloutlá, na řezu neoxiduje nebo jen mírně hnědne. Chuť má nakyslou, vůni nenápadnou.

### Mikroskopický
Výtrusy dosahují (7,5) 8 – 11 × 3 – 4 μm, jsou hladké, elipsoidně vřetenovité, patrná je suprahilární deprese z bočního pohledu. Povrch klobouku kryje ixotrichoderm s 3–6 μm tenkými hyfami v gelatinózní vrstvě.

## Výskyt
Jde o vzácný druh, který roste na podmáčených stanovištích, obvykle rašeliništích, vždy v kobercích rašeliníku. Rozšířený je především na přechodových rašeliništích od pahorkatin do podhůří, méně často na podmáčených místech v kulturních borech. Mykorhizně je vázán na některé druhy borovic se dvěma jehlicemi ve svazečku, především s borovicí lesní (Pinus sylvestris), borovicí blatkou (Pinus rotundata) a v horách s borovicí klečí (Pinus mugo). Pilát jej řadil mezi houby rašelin (svaz Oxycocco-Sphagnetea), konkrétně mezi houby živých rašelin (druhy sphagnikolní). Fruktifikuje od srpna do října.

## Rozšíření
Roste na severní polokouli, v Severní Americe (USA, Kanada), Asii (Rusko) a Evropě (Andorra, Česko, Dánsko, Estonsko, Finsko, Francie, Irsko, Island, Německo, Norsko, Polsko, Rakousko, Slovensko, Spojené království, Španělsko, Švédsko, Švýcarsko.)
Na území České republiky jako první klouzek žlutavý sbíral a nález roku 1925 publikoval František Tyttl (Plzeňsko). Druhý nález učinil o čtvrtstoletí později František Kotlaba na Soběslavsku. V rámci chráněných území České republiky byl výskyt tohoto druhu popsán na následujících lokalitách:
- Borkovická blata (okres Tábor)[6]
- Prameny Klíčavy (okres Rakovník)[2]
- Šumava[6]
  - Chalupská slať[6]
  - Tetřevská slať[2]
- Třeboňsko[2][6]
- Turovecký les (okres Tábor)[2]
- Velké bahno (okres Český Krumlov)[2]

## Záměna
S ohledem na stanoviště (rašeliniště) a mykorhizního symbionta (borovice) je záměna nepravděpodobná.
- klouzek sibiřský (Suillus sibiricus) – roste pod limbami[4]
- hřib peprný (Chalciporus piperatus) – roste pod smrky, odlišná ekologie[4]
- hřib pružný (Aureoboletus gentilis) – roste pod duby, odlišná ekologie[4]

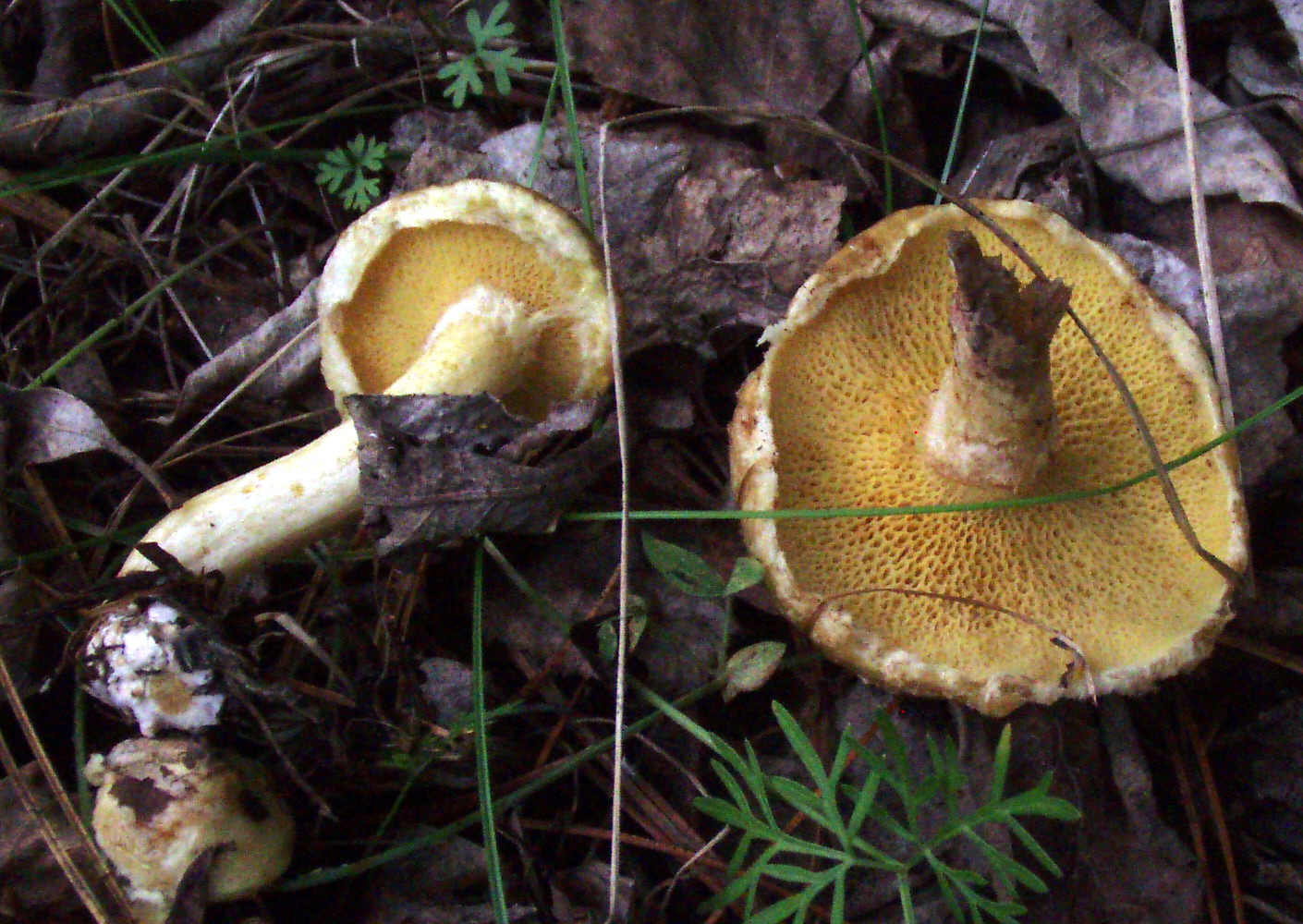
klouzek sibiřský
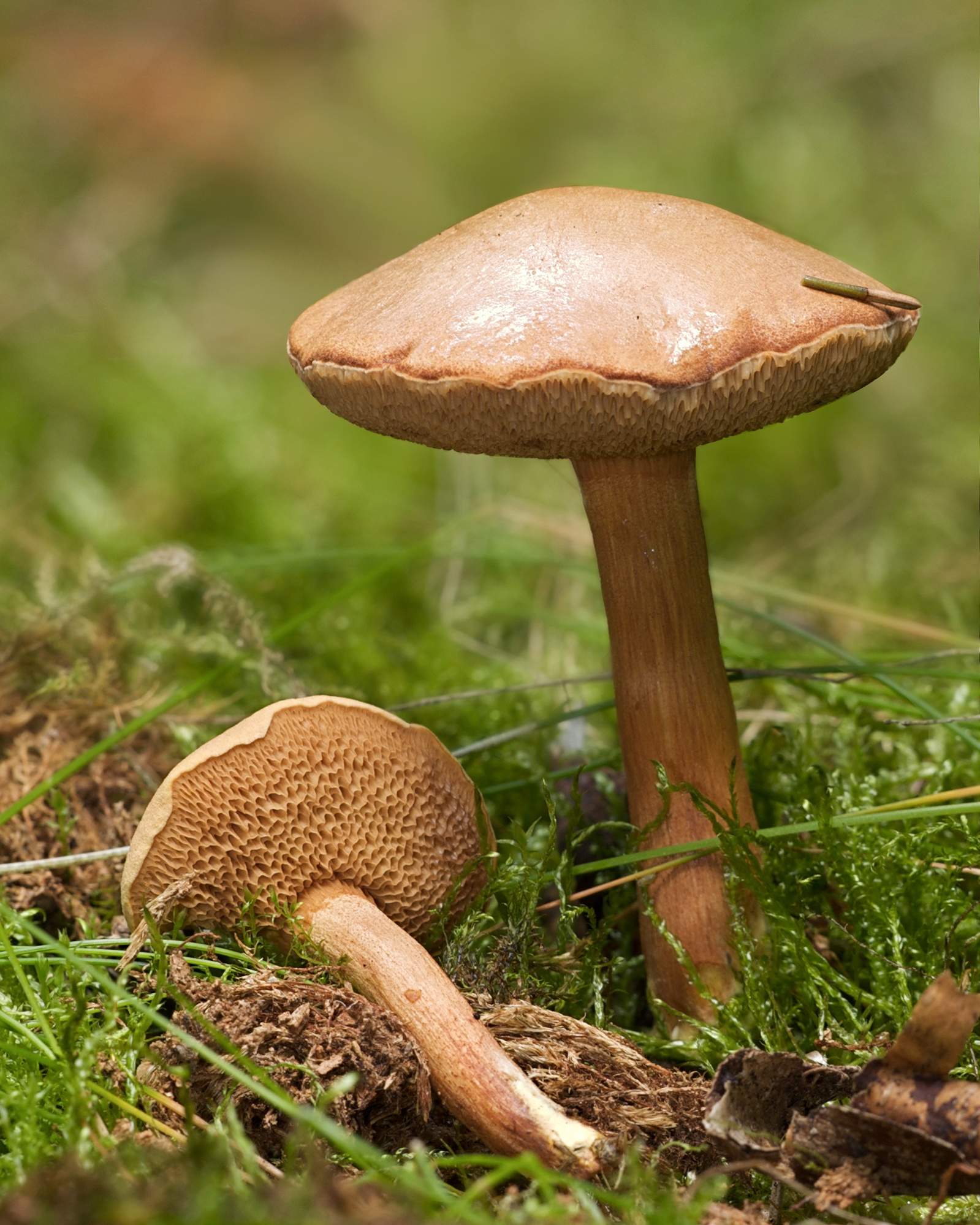
hřib peprný
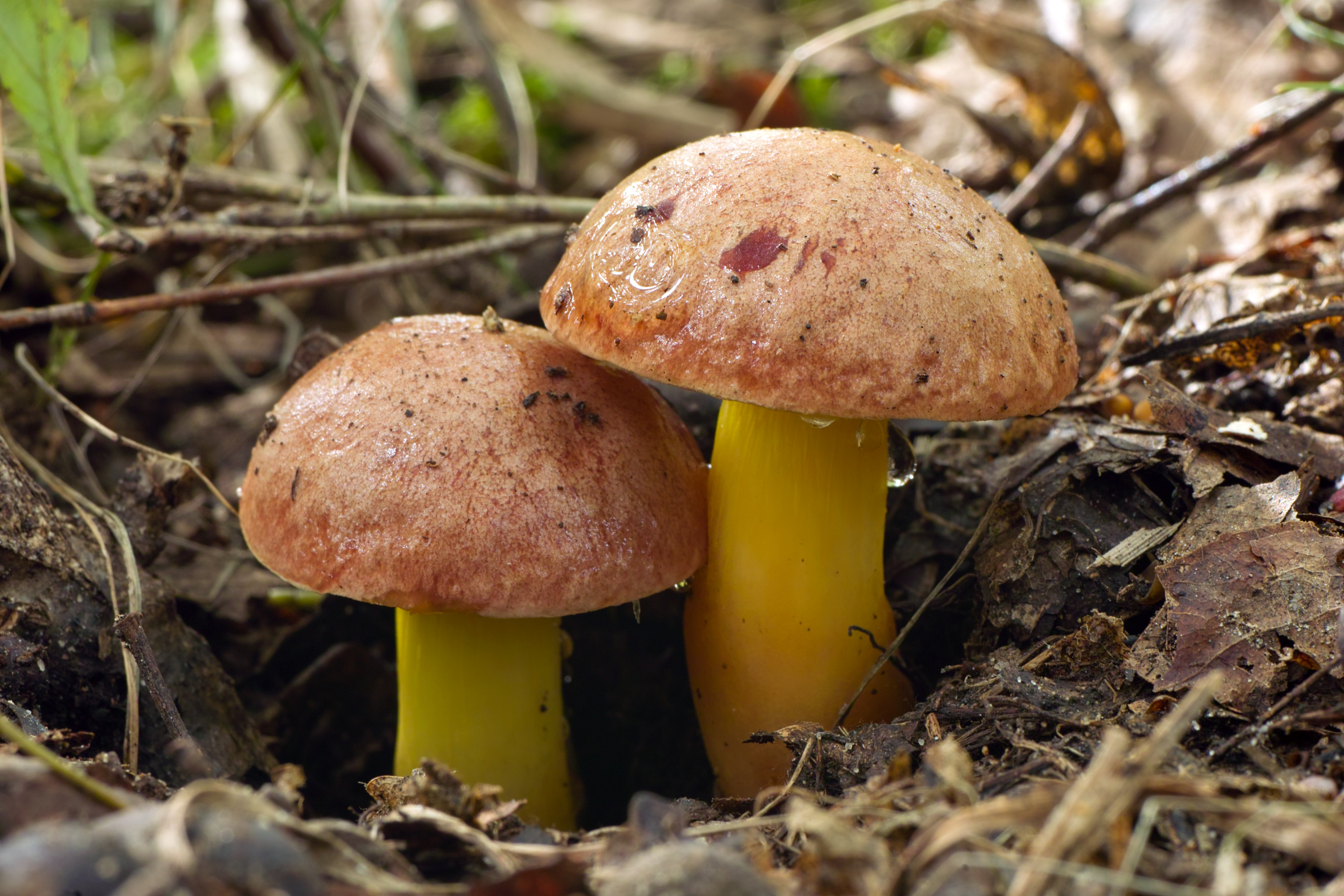
hřib pružný

## Ochrana
Klouzek žlutavý je sice v některých publikacích uváděn jako jedlý, ale z kuchyňského hlediska jde o bezvýznamnou a kvalitativně podřadnou houbu (vodnatá, nakyslá, málo masitá). Především je ale vzácný, Červený seznam hub České republiky jej klasifikuje jako ohrožený druh (EN), zákon o ochraně přírody ho řadí k silně ohroženým druhům. Sběr je jako u ostatních chráněných hub zakázán a může být pokutován až do výše 50 000 Kč za každou utrženou plodnici.